# Afel
Afel (grč. apo, tj. aph- ili ap’ = od + ἥλıος ili helios = Sunce), točka u kojoj je planet (ili bilo koji drugi Sunčev pratioc kao planetoid, patuljasti planet, komet i drugi) na svojoj eliptičnoj putanji najudaljeniji od Sunca (ustvari Sunčeva središta). Trenutno, Zemlja prolazi kroz afel svake godine početkom srpnja i tada je udaljena od Sunca 152 098 233 kilometara. Udaljenosti afela planeta iznose: Merkura 69 817 445 km, Venere 108 942 780 km, Marsa 249 232 432 km, Jupitera 816 001 807 km, Saturna 1 503 509.229 km, Urana 3 006 318 143 km, Neptuna 4 537 039 826 km.
Najbliža točka planetarne putanje ili orbite je perihel.
Dani i vrijeme (prema koordiniranom svjetskom vremenu) afela i perihela Zemlje do 2020.:
| Godina | Perihel     | Perihel | Afel      | Afel    |
| ------ | ----------- | ------- | --------- | ------- |
| Godina | nadnevak    | vrijeme | nadnevak  | vrijeme |
| 2007.  | 3. siječnja | 20:00   | 7. srpnja | 00:00   |
| 2008.  | 3. siječnja | 00:00   | 4. srpnja | 08:00   |
| 2009.  | 4. siječnja | 15:00   | 4. srpnja | 02:00   |
| 2010.  | 3. siječnja | 00:00   | 6. srpnja | 11:00   |
| 2011.  | 3. siječnja | 19:00   | 4. srpnja | 15:00   |
| 2012.  | 5. siječnja | 00:00   | 5. srpnja | 03:00   |
| 2013.  | 2. siječnja | 05:00   | 5. srpnja | 15:00   |
| 2014.  | 4. siječnja | 12:00   | 4. srpnja | 00:00   |
| 2015.  | 4. siječnja | 07:00   | 6. srpnja | 19:00   |
| 2016.  | 2. siječnja | 23:00   | 4. srpnja | 16:00   |
| 2017.  | 4. siječnja | 14:00   | 3. srpnja | 20:00   |
| 2018.  | 3. siječnja | 06:00   | 6. srpnja | 17:00   |
| 2019.  | 3. siječnja | 05:00   | 4. srpnja | 22:00   |
| 2020.  | 5. siječnja | 08:00   | 4. srpnja | 12:00   |

## Utjecaj Zemljine putanje na klimu
Pri obilaženju Sunca, os Zemljine vrtnje zauzima sasvim određen položaj. Ona nije okomita na ravninu gibanja, već je od okomice otklonjenja za 23.44° (nagib osi). Za jednaki kut, kut priklona ili inklinacije, nagnut je i ekvator prema ravnini gibanja (ekliptika). Taj nagib osi Zemljine vrtnje dovodi do posljedica koje su od najveće važnosti za čovječanstvo, do promjene godišnjih doba. Smjer kojim se Zemlja giba oko Sunca isti je kao i smjer vrtnje. Zemlja obilazi oko Sunca kao što se zakreće desni vijak, koji napreduje na sjevernu stranu.

### Ekliptika
Neposredne astronomske posljedice Zemljinog obilaska oko Sunca (revolucije Zemlje) jesu prividno gibanje Sunca (godišnje gibanje Sunca) i godišnja promjena noćnog neba. Promatrajući Sunce, projiciramo ga u neko područje neba (nebeska sfera); na primjer 23. rujna Sunce vidimo u zviježđu Djevice. Spojnica povučena od Zemlje do Sunca prema nebeskoj sferi stalno se zakreće u toku našeg gibanja. Slika Sunca na nebu "neprestano bježi", i to također u smislu vrtnje desnog vijka. Kružnica kojom se Sunce prividno giba među zvijezdama zove se ekliptika. Gibanje Sunca odvija se ekliptikom od zapada prema istoku, što je upravo suprotno smjeru dnevnoga gibanja nebeske sfere! Gibanje Sunca među zvijezdama je optička varka, nastala promatranjem Sunca s pokretne Zemlje. Zviježđa kroz koja Sunce na taj način "prolazi" zovu se zviježđima zodijaka ili životinjskog pojasa. Kako puni kut (360°) ima otprilike isto toliko stupnjeva koliko u godini ima dana, Sunce će ekliptikom u jednom danu prelaziti oko 1°.
Sunce se giba među zvijezdama koje se nalaze na dnevnoj strani nebeske sfere, no to njegovo relativno pomicanje izravno ne zapažamo. Zato ćemo na noćnoj strani vidjeti da se zvijezde smjenjuju iz dana u dan, od mjeseca do mjeseca. Mijenja se vidljivo područje noćnog neba. Budući da se spojnica od Sunca do Zemlje prema nebeskoj sferi zakreće na istok, novo će nam zvjezdano područje nicati na istočnom obzoru. Zaključujemo da se godišnje gibanje neba odvija od istoka prema zapadu, isto kao i dnevno gibanje neba, a suprotno od godišnjeg gibanja Sunca među zvijezdama.

### Godišnja doba
S obzirom na položaj Zemljina ekvatora prema smjeru Sunčevih zraka, razlikujemo u toku godine 4 važna trenutka, a to su počeci godišnjih doba. Za datume početaka godišnjih doba uvjetno uzimamo: proljeće 21. ožujka, ljeto 21. lipnja, jesen 23. rujna i zima 21. prosinca, jer tom pravilnom izmjenom najčešće i započinju godišnja doba. U tim važnim trenucima Sunce je projicirano u 4 glavne točke ekliptike: proljetnu, ljetnu, jesensku i zimsku točku. Promatramo li ih iz položaja Sunca, zapazit ćemo da su one razmaknute za pravi kut.
Kakav je odnos Zemlje i Sunca 21. ožujka i 23. rujna? Tih se dana smjer linije koji spaja centar Zemlje s centrom Sunca prolazi točno uzduž ravnine ekvatora, dok je Zemljina os vrtnje okomita na tu spojnicu. Sunčeve zrake padaju stoga okomito na sva mjesta koja se nalaze na Zemljinom ekvatoru. Drukčije rečeno, na mjestima sa zemljopisnom širinom 0°, Sunce će se u gornjoj kulminaciji naći u zenitu. Na Zemljinim polovima, gdje je zemljopisna širina +90° ili -90°, Sunce će "ležati" na obzoru. Obasjana su mjesta svih zemljopisnih širina. Tih datuma Sunce će presjeći nebeski ekvator. Početkom proljeća, 21. ožujka, Sunce će proći proljetnom točkom ♈ koja se nalazi u zviježđu Ovna. Početkom jeseni, 23. rujna, Sunce će proći jesenskom točkom ♎ koja se nalazi u zviježđu Vage. U oba trenutka duljina dana i noći jednaka je na cijeloj Zemlji, pa se ti dani nazivaju ravnodnevice ili ekvinociji.
Poslije početka proljeća, Zemlja putuje oko Sunca tako da joj je područje Sjevernog pola sve više okrenuto Suncu. Dana 21. lipnja, kada Sunce prolazi ljetnom točkom ♋ koja se nalazi u zviježđu Raka, Sunčeve zrake obasjavaju cijeli sjeverni ledeni pojas i Sunce je tamo iznad obzora. Paralela na sjevernoj zemljopisnoj širini 66° 33′ 39″ N čitav je dan obasjana Suncem. Ona se naziva sjevernom polarnicom (polarni krug). Istog trenutka Sunčeve zrake padaju okomito na mjesta sjeverne zemljopisne širine 23° 26′ 21″ N, pa će tim mjestima Sunce u toku dana proći kroz zenit. Sjevernije od tih mjesta Sunce nikada ne može proći kroz zenit, pa tako ne prolazi zenitom ni u našim krajevima. Paralela na sjevernoj zemljopisnoj širini 23° 26′ 21″ N zove se sjeverna ili Rakova obratnica. Na svom "putu" prema sjeveru Sunce je "zastalo", pa će poslije tog datuma obasjavati okomito mjesta sa zemljopisnim širinama manjim od 23° 26′ 21″ N. To je razlog zašto se prvi dan ljeta naziva ljetnim suncostajem ili solsticijem. Do tog dana Sunce se nebeskom sferom udaljavalo od ekvatora, a poslije tog dana približavat će mu se. 
S dolaskom u jesensku točku, Sunce će tlo na ekvatoru ponovno obasjavati pod pravim kutom. S daljim putovanjem Zemlje po stazi Sunce prvog dana zime, 21. prosinca, prividno stiže u zimsku točku ♑ koja se nalazi u zviježđu Jarca. Sada je stanje na Zemljinoj južnoj polutki posve jednako stanju koje je prvog dana ljeta vladalo na sjevernoj polutki. To je zimski suncostaj. Sunce prolazi kroz zenit mjestima južne zemljopisne širine 23° 26′ 21″ S, a paralela se naziva južnom ili Jarčevom obratnicom. Na Južnom polu je tada visina Sunca 23.5° iznad obzora. Sva mjesta južne zemljopisne širine 66° 33′ 39″ S, jedan su čitav dan obasjana Suncem; tu je južna polarnica. Južnija mjesta obasjana su i više od jednog dana. Na samom Južnom polu rasvjeta traje polovicu godine.
Godišnji ciklus završava s povratkom Sunca u proljetnu točku. To je ciklus promjene godišnjih doba ili sezona, nazvan tropska ili Sunčeva godina. Praćenje perioda izmjene godišnjih doba bilo je jednim od najvažnijih praktičkih zadataka astronomije u prošlosti, zbog važnosti koju ta izmjena ima u ljudskoj djelatnosti. Stoga je već vrlo rano i u pojedinačnim, međusobno odvojenim civilizacijama, postignuta visoka točnost određivanja trajanja godine. Tropska ili Sunčeva godina je jednaka 365 d 5 h 48 min 46 s ili 365,24219 d.

## Poveznice
- Apoaster
- Apogej
- Apsida (astronomija)
- Periaster
- Perigej
- Perihel
- Prvi Keplerov zakon